# Antonio Trillanes
Antonio Fuentes Trillanes IV, detto Sonny (Caloocan, 6 agosto 1971), è un politico ed ex militare filippino.
Allora luogotenente della Hukbong Dagat ng Pilipinas, è divenuto noto nel luglio 2003 per aver guidato centinaia di militari in un assedio di un complesso residenziale e commerciale nel centro di Manila allo scopo di richiedere le dimissioni della Presidente Gloria Macapagal-Arroyo, accusandola di corruzione e collaborazionismo con i militanti islamici a Mindanao. Dopo una lunga trattativa, il gruppo si è arreso ed egli è stato arrestato assieme ai rivoltosi. È rimasto incarcerato per oltre 7 anni, sino al suo rilascio nel 2010.
Nel maggio 2007 è divenuto il primo candidato detenuto ad essere eletto al Senato delle Filippine. Dopo essere fuggito da un'udienza in tribunale per la ribellione del 2003, il 29 novembre 2007 ha tentato un nuovo colpo di stato, quando assieme al generale di brigata Danilo Lim ha assediato un lussuoso albergo di Manila e chiesto nuovamente le dimissioni di Gloria Arroyo, senza però successo.
Il 20 dicembre 2010 ha ottenuto l'amnistia da parte del nuovo Presidente Benigno Aquino III e nel 2013 è stato rieletto al Senato per un secondo mandato. Il 3 ottobre 2015 ha annunciato ufficialmente la propria candidatura come vicepresidente delle Filippine per le elezioni del 2016, dove si è classificato al penultimo posto.

## Biografia
Antonio Trillanes IV è nato il 6 agosto 1971 a Caloocan, figlio di Antonio Floranza Trillanes Sr., da Ligao City, Albay, ed Estelita Fuentes, da Ivisan, Provincia di Capiz.